# 1996-os labdarúgó-Európa-bajnokság (keretek)
Az Angliában megrendezett 1996-os labdarúgó-Európa-bajnokságon szereplő válogatottak játékoskeretei, 1996. június 8. és június 30. között.

## A csoport

### Anglia
Szövetségi kapitány: Terry Venables 
| Szám | Poszt | Név                         | Születési dátum (Kor) | Vál. | Klub              |
| ---- | ----- | --------------------------- | --------------------- | ---- | ----------------- |
| 1    | K     | David Seaman                | 1963.09.19 / 32 éves  | 24   | Arsenal           |
| 2    | V     | Gary Neville                | 1975.02.18. / 21 éves | 10   | Manchester United |
| 3    | V     | Stuart Pearce               | 1962.04.24. / 34 éves | 65   | Nottingham Forest |
| 4    | KP    | Paul Ince                   | 1967.10.21. / 28 éves | 19   | Inter Milan       |
| 5    | V     | Tony Adams (csapatkapitány) | 1966.10.10. / 29 éves | 40   | Arsenal           |
| 6    | V     | Gareth Southgate            | 1970.09.03. / 25 éves | 4    | Aston Villa       |
| 7    | KP    | David Platt                 | 1966.06.10. / 29 éves | 58   | Arsenal           |
| 8    | KP    | Paul Gascoigne              | 1967.05.27. / 29 éves | 38   | Rangers           |
| 9    | CS    | Alan Shearer                | 1970.08.13. / 25 éves | 23   | Blackburn Rovers  |
| 10   | CS    | Teddy Sheringham            | 1966.04.02. / 30 éves | 15   | Tottenham Hotspur |
| 11   | KP    | Darren Anderton             | 1972.03.03. / 24 éves | 11   | Tottenham Hotspur |
| 12   | V     | Steve Howey                 | 1971.10.26. / 24 éves | 4    | Newcastle United  |
| 13   | K     | Tim Flowers                 | 1967.02.03. / 29 éves | 8    | Blackburn Rovers  |
| 14   | KP    | Nick Barmby                 | 1974.02.11. / 22 éves | 6    | Middlesbrough     |
| 15   | KP    | Jamie Redknapp              | 1973.06.25. /22 éves  | 4    | Liverpool         |
| 16   | V     | Sol Campbell                | 1974.09.18. / 21 éves | 1    | Tottenham Hotspur |
| 17   | KP    | Steve McManaman             | 1972.02.11. / 24 éves | 10   | Liverpool         |
| 18   | CS    | Les Ferdinand               | 1967.07.27. / 28 éves | 10   | Newcastle United  |
| 19   | V     | Phil Neville                | 1977.01.21. / 19 éves | 1    | Manchester United |
| 20   | KP    | Steve Stone                 | 1971.08.20. / 24 éves | 6    | Nottingham Forest |
| 21   | CS    | Robbie Fowler               | 1975.04.09. / 21 éves | 3    | Liverpool         |
| 22   | K     | Ian Walker                  | 1971.10.31. / 24 éves | 2    | Tottenham Hotspur |

### Hollandia
Szövetségi kapitány: Guus Hiddink 
| Szám | Poszt | Név                          | Születési dátum (Kor) | Vál. | Klub             |
| ---- | ----- | ---------------------------- | --------------------- | ---- | ---------------- |
| 1    | K     | Edwin van der Sar            | 1970.10.29. / 25 éves |      | Ajax             |
| 2    | V     | Michael Reiziger             | 1973.05.03. / 23 éves |      | Ajax             |
| 3    | V     | Danny Blind (csapatkapitány) | 1961.08.01. / 34 éves |      | Ajax             |
| 4    | KP    | Clarence Seedorf             | 1976.04.01. / 20 éves |      | Sampdoria        |
| 5    | V     | Jaap Stam1                   | 1972.07.17. / 23 éves |      | PSV Eindhoven    |
| 6    | KP    | Ronald de Boer               | 1970.05.15. / 26 éves |      | Ajax             |
| 7    | CS    | Gaston Taument               | 1970.10.01. / 25 éves |      | Feyenoord        |
| 8    | KP    | Edgar Davids                 | 1973.03.13. / 23 éves |      | Ajax             |
| 9    | CS    | Patrick Kluivert             | 1976.07.01. / 19 éves |      | Ajax             |
| 10   | CS    | Dennis Bergkamp              | 1969.05.18. / 27 éves |      | Arsenal          |
| 11   | CS    | Peter Hoekstra               | 1973.04.04. / 23 éves |      | Ajax             |
| 12   | KP    | Aron Winter                  | 1967.03.01. / 29 éves |      | Lazio            |
| 13   | V     | Arthur Numan                 | 1969.12.14. / 26 éves |      | PSV Eindhoven    |
| 14   | KP    | Richard Witschge             | 1969.09.20. / 26 éves |      | Bordeaux         |
| 15   | V     | Winston Bogarde              | 1970.10.22. / 25 éves |      | Ajax             |
| 16   | K     | Ed de Goey                   | 1966.12.20. / 29 éves |      | Feyenoord        |
| 17   | KP    | Jordi Cruijff                | 1974.02.09. / 22 éves |      | Barcelona        |
| 18   | V     | Johan de Kock                | 1964.10.25. / 31 éves |      | Roda JC          |
| 19   | CS    | Youri Mulder                 | 1969.03.23. / 27 éves |      | Schalke 04       |
| 20   | KP    | Phillip Cocu                 | 1970.10.29. / 25 éves |      | PSV Eindhoven    |
| 21   | K     | Ruud Hesp                    | 1965.10.31. / 30 éves |      | Roda JC          |
| 22   | V     | John Veldman                 | 1968.02.24. / 28 éves |      | Sparta Rotterdam |

1 Sérülés miatt behívva Frank de Boer helyére.

### Skócia
Szövetségi kapitány: Craig Brown 
| Szám | Poszt | Név                              | Születési dátum (Kor) | Vál. | Klub              |
| ---- | ----- | -------------------------------- | --------------------- | ---- | ----------------- |
| 1    | K     | Jim Leighton                     | 1958.07.24. / 37 éves |      | Hibernian         |
| 2    | V     | Stewart McKimmie                 | 1962.06.27. / 33 éves |      | Aberdeen          |
| 3    | V     | Tom Boyd                         | 1965.11.24. / 30 éves |      | Celtic            |
| 4    | V     | Colin Calderwood                 | 1965.01.20. / 31 éves |      | Tottenham Hotspur |
| 5    | V     | Colin Hendry                     | 1965.12.07. / 30 éves |      | Blackburn Rovers  |
| 6    | V     | Derek Whyte                      | 1968.08.31. / 27 éves |      | Middlesbrough     |
| 7    | CS    | John Spencer                     | 1970.09.11. / 25 éves |      | Chelsea           |
| 8    | KP    | Stuart McCall                    | 1964.06.10. / 31 éves |      | Rangers           |
| 9    | CS    | Ally McCoist                     | 1962.09.24. / 33 éves |      | Rangers           |
| 10   | KP    | Gary McAllister (csapatkapitány) | 1964.12.24. / 31 éves |      | Leeds United      |
| 11   | KP    | John Collins                     | 1968.01.31. / 28 éves |      | Monaco            |
| 12   | K     | Andy Goram                       | 1964.04.13. / 32 éves |      | Rangers           |
| 13   | V     | Tosh McKinlay                    | 1964.12.03. / 31 éves |      | Celtic            |
| 14   | CS    | Gordon Durie                     | 1965.12.06. / 30 éves |      | Rangers           |
| 15   | KP    | Eoin Jess                        | 1970.12.13. / 25 éves |      | Coventry City     |
| 16   | V     | Craig Burley                     | 1971.09.24. / 24 éves |      | Chelsea           |
| 17   | KP    | Billy McKinlay                   | 1969.04.22. / 27 éves |      | Blackburn Rovers  |
| 18   | CS    | Kevin Gallacher                  | 1966.11.23. / 29 éves |      | Blackburn Rovers  |
| 19   | KP    | Darren Jackson                   | 1966.07.25. / 29 éves |      | Hibernian         |
| 20   | CS    | Scott Booth                      | 1971.12.16. / 24 éves |      | Aberdeen          |
| 21   | KP    | Scot Gemmill                     | 1971.01.02. / 25 éves |      | Nottingham Forest |
| 22   | K     | Nicky Walker                     | 1962.09.29. / 33 éves |      | Partick Thistle   |

### Svájc
Szövetségi kapitány: Artur Jorge 
| Szám | Poszt | Név                 | Születési dátum (Kor) | Vál. | Klub              |
| ---- | ----- | ------------------- | --------------------- | ---- | ----------------- |
| 1    | K     | Marco Pascolo       | 1966.05.09. / 30 éves |      | Servette          |
| 2    | V     | Marc Hottiger       | 1967.11.07. / 28 éves |      | Everton           |
| 3    | V     | Yvan Quentin        | 1970.05.02. / 26 éves |      | Sion              |
| 4    | V     | Stéphane Henchoz    | 1974.03.07. / 22 éves |      | Hamburg           |
| 5    | V     | Alain Geiger        | 1960.11.05. / 35 éves |      | Grasshoppers      |
| 6    | KP    | Raphaël Wicky       | 1977.04.26. / 19 éves |      | Sion              |
| 7    | CS    | Sébastien Fournier  | 1971.06.27. / 24 éves |      | Sion              |
| 8    | KP    | Patrick Sylvestre   | 1968.09.01. / 27 éves |      | Sion              |
| 9    | CS    | Marco Grassi        | 1968.08.08. / 27 éves |      | Rennes            |
| 10   | KP    | Ciriaco Sforza      | 1970.03.02. / 26 éves |      | Bayern München    |
| 11   | CS    | Stéphane Chapuisat  | 1969.06.28. / 26 éves |      | Borussia Dortmund |
| 12   | K     | Stephan Lehmann     | 1963.08.15. / 32 éves |      | Sion              |
| 13   | V     | Sébastien Jeanneret | 1973.12.12. / 22 éves |      | Neuchâtel Xamax   |
| 14   | CS    | Kubilay Türkyılmaz  | 1967.03.04. / 29 éves |      | Grasshoppers      |
| 15   | V     | Ramon Vega          | 1971.06.14. / 24 éves |      | Grasshoppers      |
| 16   | KP    | Marcel Koller       | 1960.11.11. / 35 éves |      | Grasshoppers      |
| 17   | KP    | Johann Vogel        | 1977.03.08. / 19 éves |      | Grasshoppers      |
| 18   | KP    | Régis Rothenbühler  | 1970.10.11. / 25 éves |      | Neuchâtel Xamax   |
| 19   | CS    | David Sesa          | 1973.07.10. / 22 éves |      | Servette          |
| 20   | KP    | Alexandre Comisetti | 1973.07.21. / 22 éves |      | Grasshoppers      |
| 21   | KP    | Christophe Bonvin   | 1965.04.14. / 31 éves |      | Sion              |
| 22   | K     | Joël Corminbœuf     | 1964.03.16. / 32 éves |      | Neuchâtel Xamax   |

## B csoport

### Franciaország
Szövetségi kapitány: Aimé Jacquet 
| Szám | Poszt | Név                | Születési dátum (Kor) | Vál. | Klub                |
| ---- | ----- | ------------------ | --------------------- | ---- | ------------------- |
| 1    | K     | Bernard Lama       | 1963.04.07. / 33 éves |      | Paris Saint-Germain |
| 2    | V     | Jocelyn Angloma    | 1965.08.07. / 30 éves |      | Torino              |
| 3    | V     | Éric Di Meco       | 1963.09.07. / 32 éves |      | Monaco              |
| 4    | V     | Frank Leboeuf      | 1968.01.22. / 28 éves |      | Strasbourg          |
| 5    | V     | Laurent Blanc      | 1965.02.19. / 31 éves |      | Auxerre             |
| 6    | KP    | Vincent Guérin     | 1965.11.22. / 30 éves |      | Paris Saint-Germain |
| 7    | KP    | Didier Deschamps   | 1968.10.15. / 27 éves |      | Juventus            |
| 8    | V     | Marcel Desailly    | 1968.09.07. / 27 éves |      | Milan               |
| 9    | CS    | Youri Djorkaeff    | 1968.03.09. / 28 éves |      | Paris Saint-Germain |
| 10   | KP    | Zinédine Zidane    | 1972.06.23. / 23 éves |      | Girondins Bordeaux  |
| 11   | CS    | Patrice Loko       | 1970.02.06. / 26 éves |      | Paris Saint-Germain |
| 12   | V     | Bixente Lizarazu   | 1969.12.09. / 26 éves |      | Girondins Bordeaux  |
| 13   | CS    | Christophe Dugarry | 1972.03.24. / 24 éves |      | Girondins Bordeaux  |
| 14   | KP    | Sabri Lamouchi     | 1971.11.09. / 24 éves |      | Auxerre             |
| 15   | V     | Lilian Thuram      | 1972.01.01. / 24 éves |      | Monaco              |
| 16   | K     | Fabien Barthez     | 1971.06.28. / 24 éves |      | Monaco              |
| 17   | CS    | Mickaël Madar      | 1968.05.08. / 28 éves |      | Monaco              |
| 18   | KP    | Reynald Pedros     | 1971.10.10. / 24 éves |      | Nantes              |
| 19   | KP    | Christian Karembeu | 1970.12.03. / 25 éves |      | Sampdoria           |
| 20   | V     | Alain Roche        | 1967.10.14. / 28 éves |      | Paris Saint-Germain |
| 21   | KP    | Corentin Martins   | 1969.07.11. / 26 éves |      | Auxerre             |
| 22   | K     | Bruno Martini      | 1962.01.25. / 34 éves |      | Montpellier         |

### Spanyolország
Szövetségi kapitány: Javier Clemente 
| Szám | Poszt | Név                  | Születési dátum (Kor) | Vál. | Klub                |
| ---- | ----- | -------------------- | --------------------- | ---- | ------------------- |
| 1    | K     | Andoni Zubizarreta   | 1961.10.23. / 34 éves |      | Valencia            |
| 2    | KP    | Juan Manuel López    | 1969.09.03. / 26 éves |      | Atlético Madrid     |
| 3    | V     | Alberto Belsúe       | 1968.03.02. / 28 éves |      | Real Zaragoza       |
| 4    | V     | Rafael Alkorta       | 1968.09.16. / 27 éves |      | Real Madrid         |
| 5    | V     | Abelardo             | 1970.03.19. / 26 éves |      | Barcelona           |
| 6    | KP    | Fernando Hierro      | 1968.03.23. / 28 éves |      | Real Madrid         |
| 7    | CS    | José Emilio Amavisca | 1971.06.19. / 24 éves |      | Real Madrid         |
| 8    | KP    | Julen Guerrero       | 1974.01.07. / 22 éves |      | Athletic Club       |
| 9    | CS    | Juan Antonio Pizzi   | 1968.06.07. / 28 éves |      | Deportivo Tenerife  |
| 10   | KP    | Donato               | 1962.12.30. / 33 éves |      | Deportivo La Coruña |
| 11   | CS    | Alfonso              | 1972.09.26. / 23 éves |      | Real Betis          |
| 12   | V     | Sergi                | 1971.12.28. / 24 éves |      | Barcelona           |
| 13   | K     | Santiago Cañizares   | 1969.12.18. / 26 éves |      | Real Madrid         |
| 14   | CS    | Kiko                 | 1972.04.26. / 24 éves |      | Atlético Madrid     |
| 15   | KP    | José Luis Caminero   | 1967.11.08. / 28 éves |      | Atlético Madrid     |
| 16   | V     | Jorge Otero          | 1969.01.28. / 27 éves |      | Valencia            |
| 17   | CS    | Javier Manjarín      | 1969.12.31. / 26 éves |      | Deportivo La Coruña |
| 18   | KP    | Guillermo Amor       | 1967.12.04. / 28 éves |      | Barcelona           |
| 19   | CS    | Julio Salinas        | 1962.09.11. / 33 éves |      | Sporting Gijón      |
| 20   | V     | Miguel Ángel Nadal   | 1966.07.28. / 29 éves |      | Barcelona           |
| 21   | KP    | Luis Enrique         | 1970.05.08. / 26 éves |      | Real Madrid         |
| 22   | K     | José Molina          | 1970.08.08. / 25 éves |      | Atlético Madrid     |

### Bulgária
Szövetségi kapitány: Dimitar Penev 
| Szám | Poszt | Név                | Születési dátum (Kor) | Vál. | Klub               |
| ---- | ----- | ------------------ | --------------------- | ---- | ------------------ |
| 1    | K     | Boriszlav Mihailov | 1962.02.12. / 34 éves |      | Reading            |
| 2    | V     | Radosztin Kisisev  | 1974.07.30. / 21 éves |      | Neftochimik Burgas |
| 3    | V     | Trifon Ivanov      | 1965.07.27. / 30 éves |      | Rapid Wien         |
| 4    | KP    | Ilijan Kirjakov    | 1967.08.04. / 28 éves |      | Aberdeen           |
| 5    | V     | Petar Hubcsev      | 1964.02.26. / 32 éves |      | Hamburg            |
| 6    | KP    | Zlatko Jankov      | 1966.08.07. / 29 éves |      | KFC Uerdingen      |
| 7    | CS    | Emil Kosztadinov   | 1967.08.12. / 28 éves |      | Bayern München     |
| 8    | CS    | Hriszto Sztoicskov | 1966.02.08. / 30 éves |      | Parma              |
| 9    | CS    | Ljuboszlav Penev   | 1966.08.31. / 29 éves |      | Atlético Madrid    |
| 10   | KP    | Kraszimir Balakov  | 1966.03.29. / 30 éves |      | Stuttgart          |
| 11   | KP    | Jordan Lecskov     | 1967.07.09. / 28 éves |      | Hamburg            |
| 12   | K     | Dimitar Popov      | 1970.02.27. / 26 éves |      | CSKA Sofia         |
| 13   | KP    | Boncso Gencsev     | 1964.07.07. / 31 éves |      | Luton Town         |
| 14   | CS    | Naszko Szirakov    | 1962.07.26. / 33 éves |      | Slavia Sofia       |
| 15   | KP    | Ivajlo Jordanov    | 1968.04.22. / 28 éves |      | Sporting Lisbon    |
| 16   | KP    | Daniel Borimirov   | 1970.01.16. / 26 éves |      | 1860 Munich        |
| 17   | V     | Emil Kremenliev    | 1969.08.13. / 26 éves |      | Olimbiakósz        |
| 18   | V     | Canko Cvetanov     | 1970.01.06. / 26 éves |      | Waldhof Mannheim   |
| 19   | V     | Goso Gincsev       | 1969.12.11. / 26 éves |      | Denizlispor        |
| 20   | CS    | Georgi Donkov      | 1970.06.02. / 26 éves |      | Bochum             |
| 21   | KP    | Ivo Georgiev       | 1972.05.12. / 24 éves |      | Spartak Varna      |
| 22   | K     | Zdravko Zdravkov   | 1970.10.04. / 25 éves |      | Slavia Sofia       |

### Románia
Szövetségi kapitány: Anghel Iordănescu 
| Szám | Poszt | Név                | Születési dátum (Kor) | Vál. | Klub             |
| ---- | ----- | ------------------ | --------------------- | ---- | ---------------- |
| 1    | K     | Bogdan Stelea      | 1967.12.05. / 28 éves |      | Steaua București |
| 2    | V     | Dan Petrescu       | 1967.12.22. / 28 éves |      | Chelsea          |
| 3    | V     | Daniel Prodan      | 1972.03.23. / 24 éves |      | Steaua București |
| 4    | V     | Miodrag Belodedici | 1964.05.20. / 32 éves |      | Villarreal       |
| 5    | KP    | Ioan Lupescu       | 1968.12.09. / 27 éves |      | Bayer Leverkusen |
| 6    | KP    | Gheorghe Popescu   | 1967.12.09. / 28 éves |      | Barcelona        |
| 7    | CS    | Marius Lăcătuş     | 1964.04.05. / 32 éves |      | Steaua București |
| 8    | KP    | Ioan Sabău         | 1968.02.12. / 28 éves |      | Brescia          |
| 9    | CS    | Florin Răducioiu   | 1970.03.17. / 26 éves |      | Espanyol         |
| 10   | KP    | Gheorghe Hagi      | 1965.02.25. / 31 éves |      | Barcelona        |
| 11   | KP    | Dorinel Munteanu   | 1968.06.25. / 27 éves |      | FC Köln          |
| 12   | K     | Florin Prunea      | 1968.08.08. / 27 éves |      | Dinamo București |
| 13   | V     | Selymes Tibor      | 1970.05.14. / 26 éves |      | Cercle Brugge    |
| 14   | KP    | Constantin Gâlcă   | 1972.03.08. / 24 éves |      | Steaua București |
| 15   | V     | Anton Dobos        | 1965.10.13. / 30 éves |      | Steaua București |
| 16   | V     | Gheorghe Mihali    | 1965.12.09. / 30 éves |      | Guingamp         |
| 17   | V     | Iulian Filipescu   | 1974.03.29. / 22 éves |      | Steaua București |
| 18   | KP    | Ovidiu Stîngă      | 1972.12.05. / 23 éves |      | Salamanca        |
| 19   | CS    | Adrian Ilie        | 1974.04.20. / 22 éves |      | Steaua București |
| 20   | CS    | Viorel Moldovan    | 1972.07.08. / 23 éves |      | Neuchâtel Xamax  |
| 21   | CS    | Ion Vladoiu        | 1968.11.05. / 27 éves |      | Steaua București |
| 22   | K     | Florin Tene        | 1968.11.10. / 27 éves |      | Rapid București  |

## C csoport

### Németország
Szövetségi kapitány: Berti Vogts 
| Szám | Poszt | Név              | Születési dátum (Kor) | Vál. | Klub                |
| ---- | ----- | ---------------- | --------------------- | ---- | ------------------- |
| 1    | K     | Andreas Köpke    | 1962.03.12. / 34 éves |      | Eintracht Frankfurt |
| 2    | V     | Stefan Reuter    | 1966.10.16. / 29 éves |      | Borussia Dortmund   |
| 3    | KP    | Marco Bode       | 1969.07.23. / 26 éves |      | Werder Bremen       |
| 4    | KP    | Steffen Freund   | 1970.01.19. / 26 éves |      | Borussia Dortmund   |
| 5    | V     | Thomas Helmer    | 1965.04.21. / 31 éves |      | Bayern München      |
| 6    | V     | Matthias Sammer  | 1967.09.05. / 28 éves |      | Borussia Dortmund   |
| 7    | KP    | Andreas Möller   | 1967.09.02. / 28 éves |      | Borussia Dortmund   |
| 8    | KP    | Mehmet Scholl    | 1970.10.16. / 25 éves |      | Bayern München      |
| 9    | CS    | Fredi Bobič      | 1971.10.30. / 24 éves |      | Stuttgart           |
| 10   | KP    | Thomas Häßler    | 1966.05.30. / 30 éves |      | Karlsruhe           |
| 11   | CS    | Stefan Kuntz     | 1962.10.30. / 33 éves |      | Beşiktaş            |
| 12   | K     | Oliver Kahn      | 1969.06.15. / 26 éves |      | Bayern München      |
| 13   | KP    | Mario Basler     | 1968.12.18. / 27 éves |      | Werder Bremen       |
| 14   | V     | Markus Babbel    | 1972.09.08. / 23 éves |      | Bayern München      |
| 15   | V     | Jürgen Kohler    | 1965.10.06. / 30 éves |      | Borussia Dortmund   |
| 16   | V     | René Schneider   | 1973.02.01. / 23 éves |      | Hansa Rostock       |
| 17   | KP    | Christian Ziege  | 1972.02.01. / 24 éves |      | Bayern München      |
| 18   | CS    | Jürgen Klinsmann | 1964.07.30. / 31 éves |      | Bayern München      |
| 19   | KP    | Thomas Strunz    | 1968.04.25. / 28 éves |      | Bayern München      |
| 20   | CS    | Oliver Bierhoff  | 1968.05.01. / 28 éves |      | Udinese             |
| 21   | KP    | Dieter Eilts     | 1964.12.13. / 31 éves |      | Werder Bremen       |
| 22   | K     | Oliver Reck      | 1965.02.27. / 31 éves |      | Werder Bremen       |
| 23   | KP    | Jens Todt        | 1970.01.05. / 26 éves |      | SC Freiburg         |

### Csehország
Szövetségi kapitány: Dušan Uhrin 
| Szám | Poszt | Név             | Születési dátum (Kor) | Vál. | Klub              |
| ---- | ----- | --------------- | --------------------- | ---- | ----------------- |
| 1    | K     | Petr Kouba      | 1969.11.28. / 26 éves |      | Sparta Praga      |
| 2    | KP    | Radoslav Látal  | 1970.01.06. / 26 éves |      | Schalke 04        |
| 3    | V     | Jan Suchopárek  | 1969.09.23. / 26 éves |      | Slavia Praga      |
| 4    | KP    | Pavel Nedvěd    | 1972.08.30. / 23 éves |      | Sparta Praga      |
| 5    | V     | Miroslav Kadlec | 1964.06.22. / 31 éves |      | Kaiserslautern    |
| 6    | KP    | Václav Němeček  | 1967.01.25. / 29 éves |      | Servette          |
| 7    | KP    | Jiří Němec      | 1966.05.16. / 30 éves |      | Schalke 04        |
| 8    | CS    | Karel Poborský  | 1972.03.30. / 24 éves |      | Slavia Praga      |
| 9    | CS    | Pavel Kuka      | 1968.07.09. / 27 éves |      | Kaiserslautern    |
| 10   | CS    | Radek Drulák    | 1962.01.12. / 34 éves |      | Petra Drnovice    |
| 11   | KP    | Martin Frýdek   | 1969.03.09. / 27 éves |      | Sparta Praga      |
| 12   | V     | Luboš Kubík     | 1964.01.20. / 32 éves |      | Petra Drnovice    |
| 13   | KP    | Radek Bejbl     | 1972.08.29. / 23 éves |      | Slavia Praga      |
| 14   | KP    | Patrik Berger   | 1973.11.10. / 22 éves |      | Borussia Dortmund |
| 15   | V     | Michal Horňák   | 1970.04.28. / 26 éves |      | Sparta Praga      |
| 16   | K     | Pavel Srníček   | 1968.03.10. / 28 éves |      | Newcastle United  |
| 17   | CS    | Vladimír Šmicer | 1973.05.24. / 23 éves |      | Slavia Praga      |
| 18   | CS    | Martin Kotůlek  | 1969.09.11. / 26 éves |      | Sigma Olomouc     |
| 19   | V     | Karel Rada      | 1971.03.02. / 25 éves |      | Sigma Olomouc     |
| 20   | KP    | Pavel Novotný   | 1973.09.14. / 22 éves |      | Slavia Praga      |
| 21   | CS    | Milan Kerbr     | 1967.06.09. / 28 éves |      | Sigma Olomouc     |
| 22   | K     | Ladislav Maier  | 1966.01.04. / 30 éves |      | Slovan Liberec    |

### Olaszország
Szövetségi kapitány: Arrigo Sacchi 
| Szám | Poszt | Név                   | Születési dátum (Kor) | Vál. | Klub       |
| ---- | ----- | --------------------- | --------------------- | ---- | ---------- |
| 1    | K     | Angelo Peruzzi        | 1970.02.16. / 26 éves |      | Juventus   |
| 2    | V     | Luigi Apolloni        | 1967.05.02. / 29 éves |      | Parma      |
| 3    | V     | Paolo Maldini         | 1968.06.26. / 27 éves |      | Milan      |
| 4    | V     | Amedeo Carboni        | 1965.04.06. / 31 éves |      | Roma       |
| 5    | V     | Alessandro Costacurta | 1966.04.24. / 30 éves |      | Milan      |
| 6    | V     | Alessandro Nesta      | 1976.03.19. / 20 éves |      | Lazio      |
| 7    | KP    | Roberto Donadoni      | 1963.09.09. / 32 éves |      | Milan      |
| 8    | V     | Roberto Mussi         | 1963.08.25. / 32 éves |      | Parma      |
| 9    | V     | Moreno Torricelli     | 1970.01.23. / 26 éves |      | Juventus   |
| 10   | KP    | Demetrio Albertini    | 1971.08.23. / 24 éves |      | Milan      |
| 11   | KP    | Dino Baggio           | 1971.07.24. / 24 éves |      | Parma      |
| 12   | K     | Francesco Toldo       | 1971.12.02. / 24 éves |      | Fiorentina |
| 13   | KP    | Fabio Rossitto        | 1971.09.21. / 24 éves |      | Udinese    |
| 14   | CS    | Alessandro Del Piero  | 1974.11.09. / 21 éves |      | Juventus   |
| 15   | KP    | Angelo Di Livio       | 1966.07.26. / 29 éves |      | Juventus   |
| 16   | KP    | Roberto Di Matteo     | 1970.05.29. / 26 éves |      | Lazio      |
| 17   | KP    | Diego Fuser           | 1968.11.11. / 27 éves |      | Lazio      |
| 18   | CS    | Pierluigi Casiraghi   | 1969.03.04. / 27 éves |      | Lazio      |
| 19   | CS    | Enrico Chiesa         | 1970.12.29. / 25 éves |      | Sampdoria  |
| 20   | CS    | Fabrizio Ravanelli    | 1968.11.12. / 27 éves |      | Juventus   |
| 21   | CS    | Gianfranco Zola       | 1966.07.05. / 29 éves |      | Parma      |
| 22   | K     | Luca Bucci            | 1969.03.13. / 27 éves |      | Parma      |

### Oroszország
Szövetségi kapitány: Oleg Romantsev 
| Szám | Poszt | Név                            | Születési dátum (Kor)  | Vál. | Klub                  |
| ---- | ----- | ------------------------------ | ---------------------- | ---- | --------------------- |
| 1    | K     | Dmitri Kharine                 | 1968.08.16. / 27 éves  | 35   | Chelsea               |
| 2    | V     | Omari Tetradze                 | 1969.10.13. / 26 éves  | 23   | Alanyija Vlagyikavkaz |
| 3    | V     | Jurij Nyikiforov               | 1970.09.16. / 25 éves  | 30   | Szpartak Moszkva      |
| 4    | KP    | Ilia Tsymbalar                 | 1969.06.17. / 26 éves  | 16   | Szpartak Moszkva      |
| 5    | V     | Yuri Kovtun                    | 1970.01.05. / 26 éves  | 16   | Gyinamo Moszkva       |
| 6    | KP    | Valerij Karpin                 | 1969.02.02. / 27 éves  | 31   | Real Sociedad         |
| 7    | V     | Viktor Onopko                  | 1969.10.14. / 26 éves  | 43   | Real Oviedo           |
| 8    | KP    | Andrei Kanchelskis             | 1969.01.23. / 27 éves  | 44   | Everton               |
| 9    | CS    | Igor Kolyvanov                 | 1968.03.06. / 28/ éves | 42   | Foggia                |
| 10   | KP    | Aleksandr Mostovoi             | 1962.08.22. / 27 éves  | 32   | Strasbourg            |
| 11   | CS    | Sergei Kiriakov                | 1970.01.01. / 26 éves  | 35   | Karlsruhe             |
| 12   | K     | Stanislav Cherchesov           | 1963.09.02. / 32 éves  | 36   | FC Tirol Innsbruck    |
| 13   | V     | Yevgeni Bushmanov              | 1971.11.02. / 24 éves  | 3    | CSZKA Moszkva         |
| 14   | CS    | Igor Dobrovolski               | 1967.08.27. / 28 éves  | 45   | Csapat nélkül         |
| 15   | KP    | Igor Shalimov                  | 1969.02.02. / 27 éves  | 44   | Udinese               |
| 16   | CS    | Igor Simutenkov                | 1973.04.03. / 23 éves  | 7    | Reggina               |
| 17   | KP    | Vlagyimir Beszcsasztnih        | 1974.04.01. / 22 éves  | 18   | Werder Bremen         |
| 18   | KP    | Igor Yanovskiy                 | 1974.08.03. / 21 éves  | 2    | Alanyija Vlagyikavkaz |
| 19   | KP    | Vladislav Radimov              | 1975.11.26. / 20 éves  | 9    | CSZKA Moszkva         |
| 20   | V     | Sergei Gorlukovich             | 1961.11.18. / 34 éves  | 37   | Szpartak Moszkva      |
| 21   | KP    | Dmitri Khokhlov                | 1975.12.22. / 20 éves  | 0    | CSZKA Moszkva         |
| 22   | K     | Szergej Ivanovics Ovcsinnyikov | 1970.11.10. / 25 éves  | 3    | Lokomotiv Moszkva     |

## D csoport

### Portugália
Szövetségi kapitány: António Oliveira 
| Szám | Poszt | Név                | Születési dátum (Kor) | Vál. | Klub              |
| ---- | ----- | ------------------ | --------------------- | ---- | ----------------- |
| 1    | K     | Vítor Baía         | 1969.10.15. / 26 éves |      | Porto             |
| 2    | V     | Carlos Secretário  | 1970.05.12. / 26 éves |      | Porto             |
| 3    | KP    | Paulinho Santos    | 1970.11.21. / 25 éves |      | Porto             |
| 4    | KP    | Oceano             | 1962.07.29. / 33 éves |      | Sporting Lisbon   |
| 5    | V     | Fernando Couto     | 1969.08.02. / 26 éves |      | Parma             |
| 6    | KP    | José Tavares       | 1965.04.25. / 31 éves |      | Boavista          |
| 7    | KP    | Vítor Paneira      | 1966.02.16. / 30 éves |      | Vitória Guimarães |
| 8    | KP    | João Pinto         | 1971.08.19. / 24 éves |      | Benfica           |
| 9    | CS    | Ricardo Sá Pinto   | 1972.10.10. / 23 éves |      | Sporting Lisbon   |
| 10   | KP    | Rui Costa          | 1972.03.29. / 24 éves |      | Fiorentina        |
| 11   | CS    | Jorge Cadete       | 1968.08.27. / 27 éves |      | Celtic            |
| 12   | K     | Alfredo Castro     | 1962.10.05. / 33 éves |      | Boavista          |
| 13   | V     | Dimas              | 1969.02.16. / 27 éves |      | Benfica           |
| 14   | KP    | Pedro Barbosa      | 1970.08.06. / 25 éves |      | Sporting Lisbon   |
| 15   | CS    | Domingos Paciência | 1969.01.02. / 27 éves |      | Porto             |
| 16   | V     | Hélder             | 1971.03.21. / 25 éves |      | Benfica           |
| 17   | CS    | Hugo Porfirio      | 1973.09.28. / 22 éves |      | União Leiria      |
| 18   | CS    | António Folha      | 1971.05.21. / 25 éves |      | Porto             |
| 19   | KP    | Paulo Sousa        | 1970.08.30. / 25 éves |      | Juventus          |
| 20   | KP    | Luís Figo          | 1972.11.04. / 23 éves |      | Barcelona         |
| 21   | V     | Paulo Madeira      | 1970.09.06. / 25 éves |      | Belenenses        |
| 22   | K     | Rui Correia        | 1967.10.22. / 28 éves |      | Sporting Braga    |

### Horvátország
Szövetségi kapitány: Miroslav Blažević 
| Szám | Poszt | Név               | Születési dátum (Kor) | Vál. | Klub           |
| ---- | ----- | ----------------- | --------------------- | ---- | -------------- |
| 1    | K     | Dražen Ladić      | 1963.01.01. / 33 éves |      | Croatia Zagreb |
| 2    | KP    | Nikola Jurčević   | 1966.09.14. / 29 éves |      | Freiburg       |
| 3    | V     | Robert Jarni      | 1968.10.26. / 27 éves |      | Real Betis     |
| 4    | V     | Igor Štimac       | 1967.09.06. / 28 éves |      | Derby County   |
| 5    | V     | Nikola Jerkan     | 1964.12.08. / 31 éves |      | Real Oviedo    |
| 6    | V     | Slaven Bilić      | 1968.09.11. / 27 éves |      | Karlsruher     |
| 7    | KP    | Aljoša Asanović   | 1965.12.14. / 30 éves |      | Hajduk Split   |
| 8    | KP    | Robert Prosinečki | 1969.01.12. / 27 éves |      | Barcelona      |
| 9    | CS    | Davor Šuker       | 1968.01.01. / 28 éves |      | Sevilla        |
| 10   | KP    | Zvonimir Boban    | 1968.12.08. / 27 éves |      | AC Milan       |
| 11   | CS    | Alen Bokšić       | 1970.01.21. / 26 éves |      | Lazio          |
| 12   | K     | Marjan Mrmić      | 1965.05.06. / 31 éves |      | Besiktas       |
| 13   | KP    | Mario Stanić      | 1972.04.10. / 24 éves |      | Club Brugge    |
| 14   | V     | Zvonimir Soldo    | 1967.11.02. / 28 éves |      | Croatia Zagreb |
| 15   | V     | Dubravko Pavličić | 1967.11.28. / 28 éves |      | Hércules       |
| 16   | KP    | Mladen Mladenović | 1964.09.13. / 31 éves |      | Gamba Osaka    |
| 17   | CS    | Igor Pamić        | 1969.11.19. / 26 éves |      | Osijek         |
| 18   | V     | Elvis Brajković   | 1969.06.12. / 26 éves |      | 1860 München   |
| 19   | CS    | Goran Vlaović     | 1972.08.07. / 23 éves |      | Padova         |
| 20   | V     | Dario Šimić       | 1975.11.12. / 20 éves |      | Croatia Zagreb |
| 21   | CS    | Igor Cvitanović   | 1970.11.01. / 25 éves |      | Croatia Zagreb |
| 22   | K     | Tonči Gabrić      | 1961.11.11. / 34 éves |      | Hajduk Split   |

### Dánia
Szövetségi kapitány: Richard Møller Nielsen 
| Szám | Poszt | Név                 | Születési dátum (Kor) | Vál. | Klub              |
| ---- | ----- | ------------------- | --------------------- | ---- | ----------------- |
| 1    | K     | Peter Schmeichel    | 1963.11.18. / 32 éves |      | Manchester United |
| 2    | V     | Thomas Helveg       | 1971.06.24. / 24 éves |      | Udinese           |
| 3    | V     | Marc Rieper         | 1968.06.05. / 28 éves |      | West Ham United   |
| 4    | V     | Lars Olsen          | 1961.02.02. / 35 éves |      | Brøndby           |
| 5    | V     | Jes Høgh            | 1966.12.07. / 29 éves |      | Fenerbahçe        |
| 6    | KP    | Michael Schjønberg  | 1967.01.19. / 29 éves |      | Odense            |
| 7    | KP    | Brian Steen Nielsen | 1968.12.28. / 27 éves |      | Odense            |
| 8    | KP    | Claus Thomsen       | 1970.05.31. / 26 éves |      | Ipswich Town      |
| 9    | CS    | Mikkel Beck         | 1973.05.12. / 23 éves |      | Fortuna Köln      |
| 10   | KP    | Michael Laudrup     | 1964.06.15. / 31 éves |      | Real Madrid       |
| 11   | CS    | Brian Laudrup       | 1969.02.22. / 27 éves |      | Rangers           |
| 12   | V     | Torben Piechnik     | 1963.05.21. / 33 éves |      | Aarhus            |
| 13   | KP    | Henrik Larsen       | 1966.05.17. / 30 éves |      | Lyngby            |
| 14   | V     | Jens Risager        | 1971.04.09. / 25 éves |      | Brøndby           |
| 15   | CS    | Erik Bo Andersen    | 1970.11.14. / 25 éves |      | Rangers           |
| 16   | K     | Lars Høgh           | 1959.01.14. / 37 éves |      | Odense            |
| 17   | KP    | Allan Nielsen       | 1971.03.13. / 25 éves |      | Brøndby           |
| 18   | KP    | Kim Vilfort         | 1962.11.15. / 33 éves |      | Brøndby           |
| 19   | KP    | Stig Tøfting        | 1969.08.14. / 26 éves |      | Aarhus            |
| 20   | V     | Jacob Laursen       | 1971.10.06. / 24 éves |      | Silkeborg         |
| 21   | CS    | Søren Andersen      | 1970.01.31. / 26 éves |      | Aalborg           |
| 22   | K     | Mogens Krogh        | 1963.10.31. / 32 éves |      | Brøndby           |

### Törökország
Head coach: Fatih Terim
| Szám | Poszt | Név                  | Születési dátum (Kor)           | Vál. | Klub                 |
| ---- | ----- | -------------------- | ------------------------------- | ---- | -------------------- |
| 1    | K     | Adnan Erkan          | 1968. január 15. (28 évesen)    |      | Ankaragücü           |
| 2    | V     | Recep Çetin          | 1965. október 1. (30 évesen)    |      | Beşiktaş JK          |
| 3    | V     | Alpay Özalan         | 1973. május 29. (23 évesen)     |      | Beşiktaş JK          |
| 4    | KP    | Vedat İnceefe        | 1974. április 1. (22 évesen)    |      | Kardemir Karabükspor |
| 5    | KP    | Tugay Kerimoğlu      | 1970. augusztus 24. (25 évesen) |      | Galatasaray          |
| 6    | CS    | Ertuğrul Sağlam      | 1969. november 19. (26 évesen)  |      | Beşiktaş JK          |
| 7    | CS    | Hami Mandıralı       | 1968. július 20. (27 évesen)    |      | Trabzonspor          |
| 8    | V     | Ogün Temizkanoğlu    | 1969. október 6. (26 évesen)    |      | Trabzonspor          |
| 9    | CS    | Hakan Şükür          | 1971. szeptember 1. (24 évesen) |      | Galatasaray          |
| 10   | KP    | Oğuz Çetin (captain) | 1963. február 15. (33 évesen)   |      | Fenerbahçe           |
| 11   | CS    | Orhan Çıkırıkçı      | 1967. április 15. (29 évesen)   |      | Trabzonspor          |
| 12   | CS    | Faruk Yiğit          | 1968. április 15. (28 évesen)   |      | Kocaelispor          |
| 13   | V     | Rahim Zafer          | 1971. január 25. (25 évesen)    |      | Gençlerbirliği       |
| 14   | CS    | Saffet Sancaklı      | 1966. február 27. (30 évesen)   |      | Kocaelispor          |
| 15   | KP    | Tayfun Korkut        | 1974. április 2. (22 évesen)    |      | Fenerbahçe           |
| 16   | KP    | Sergen Yalçın        | 1972. október 5. (23 évesen)    |      | Beşiktaş JK          |
| 17   | KP    | Abdullah Ercan       | 1971. december 8. (24 évesen)   |      | Trabzonspor          |
| 18   | CS    | Arif Erdem           | 1972. január 2. (24 évesen)     |      | Galatasaray          |
| 19   | KP    | Tolunay Kafkas       | 1968. március 31. (28 évesen)   |      | Trabzonspor          |
| 20   | V     | Bülent Korkmaz       | 1968. november 24. (27 évesen)  |      | Galatasaray          |
| 21   | K     | Şanver Göymen        | 1967. január 22. (29 évesen)    |      | Altay                |
| 22   | K     | Rüştü Reçber         | 1973. május 10. (23 évesen)     |      | Fenerbahçe           |